# Bahnstrecke Lentini Diramazione–Caltagirone–Gela
| |                      |                                                        |                                                        |
| Streckennummer (RFI): | 154                  |                                                        |                                                        |
| Kursbuchstrecke (IT): | 375                  |                                                        |                                                        |
| Streckenlänge: | 111,4 km             |                                                        |                                                        |
| Spurweite: | 1435 mm (Normalspur) |                                                        |                                                        |
| |                      |                                                        |                                                        |
| \| \| \| Strecke von Messina \| \| \| \| 248,8 \| Lentini Diramazione PV bis 2019 \| Lentini Diramazione PV bis 2019 \| \| \| \| Strecke nach Syrakus \| \| \| \| 257,9 \| Palagonia PV bis 2002[1] \| Palagonia PV bis 2002[1] \| \| \| 262,4 \| Scordia \| Scordia \| \| \| 270,4 \| Fildidonna PV bis 2002[1] \| Fildidonna PV bis 2002[1] \| \| \| 277,1 \| Militello \| Militello \| \| \| 281,7 \| Mineo PV bis 2002[1] \| Mineo PV bis 2002[1] \| \| \| 290,7 \| Vizzini-Licodia Eubea Übergang von Giarratana bis 1949 \| Vizzini-Licodia Eubea Übergang von Giarratana bis 1949 \| \| \| 302,4 \| Grammichele \| Grammichele \| \| \| \| alte Trasse bis 1979 \| \| \| \| \| Caltagirone bis 1979, Übergang nach Dittaino bis 1969 \| \| \| \| 315,0 \| Caltagirone \| Caltagirone \| \| \| 323,6 \| Piano Carbone \| Piano Carbone \| \| \| \| Streckenunterbrechung seit 2011 \| \| \| \| 326,6 \| Ponte di Piano Carbone \| Ponte di Piano Carbone \| \| \| \| \| \| \| \| \| Vituso \| \| \| \| 335,9 \| Niscemi \| Niscemi \| \| \| \| Priolo Soprano \| \| \| \| 349,2 \| Priolo Sottano \| Priolo Sottano \| \| \| \| Piana del Signore \| \| \| \| \| Strecke von Syrakus \| \| \| \| 360,2 \| Gela \| Gela \| \| \| \| Strecke nach Canicattì \| \| |                      |                                                        |                                                        |
| Strecke |                      | Strecke von Messina                                    | Strecke von Messina                                    |
| Dienststation / Betriebs- oder Güterbahnhof | 248,8                | Lentini Diramazione PV bis 2019                        | Lentini Diramazione PV bis 2019                        |
| Abzweig geradeaus und nach links |                      | Strecke nach Syrakus                                   | Strecke nach Syrakus                                   |
| Dienststation / Betriebs- oder Güterbahnhof | 257,9                | Palagonia PV bis 2002                                  | Palagonia PV bis 2002                                  |
| Bahnhof | 262,4                | Scordia                                                | Scordia                                                |
| Dienststation / Betriebs- oder Güterbahnhof | 270,4                | Fildidonna PV bis 2002                                 | Fildidonna PV bis 2002                                 |
| Bahnhof | 277,1                | Militello                                              | Militello                                              |
| Dienststation / Betriebs- oder Güterbahnhof | 281,7                | Mineo PV bis 2002                                      | Mineo PV bis 2002                                      |
| Bahnhof | 290,7                | Vizzini-Licodia Eubea Übergang von Giarratana bis 1949 | Vizzini-Licodia Eubea Übergang von Giarratana bis 1949 |
| Bahnhof | 302,4                | Grammichele                                            | Grammichele                                            |
| Verschwenkung von links (Strecke außer Betrieb) · Verschwenkung von rechts |                      | alte Trasse bis 1979                                   | alte Trasse bis 1979                                   |
| Kopfbahnhof Streckenende (Strecke außer Betrieb) · Strecke |                      | Caltagirone bis 1979, Übergang nach Dittaino bis 1969  | Caltagirone bis 1979, Übergang nach Dittaino bis 1969  |
| Bahnhof | 315,0                | Caltagirone                                            | Caltagirone                                            |
| Dienststation / Betriebs- oder Güterbahnhof | 323,6                | Piano Carbone                                          | Piano Carbone                                          |
| |                      | Streckenunterbrechung seit 2011                        |                                                        |
| Brücke (Strecke außer Betrieb) | 326,6                | Ponte di Piano Carbone                                 | Ponte di Piano Carbone                                 |
| |                      |                                                        |                                                        |
| ehemaliger Bahnhof |                      | Vituso                                                 | Vituso                                                 |
| Bahnhof | 335,9                | Niscemi                                                | Niscemi                                                |
| ehemaliger Bahnhof |                      | Priolo Soprano                                         | Priolo Soprano                                         |
| Dienststation / Betriebs- oder Güterbahnhof | 349,2                | Priolo Sottano                                         | Priolo Sottano                                         |
| ehemaliger Bahnhof |                      | Piana del Signore                                      | Piana del Signore                                      |
| Abzweig geradeaus und von links |                      | Strecke von Syrakus                                    | Strecke von Syrakus                                    |
| Bahnhof | 360,2                | Gela                                                   | Gela                                                   |
| Strecke |                      | Strecke nach Canicattì                                 | Strecke nach Canicattì                                 |

Die Bahnstrecke Lentini Diramazione–Caltagirone–Gela ist eine Bahnstrecke auf Sizilien.
Der Abschnitt Lentini Diramazione–Caltagirone wurde 1889–1892 nach dem Baccarini-Gesetz gebaut.

## Geschichte
| Eröffnungsdatum   | Streckenabschnitt           |
| ----------------- | --------------------------- |
| 20. November 1889 | Lentini Diramazione–Scordia |
| 31. Oktober 1892  | Scordia–Caltagirone         |
| 0November 1979    | Caltagirone–Gela            |

Die Teilstrecke Caltagirone–Gela war 1911 als Schmalspurbahn geplant, aber nie gebaut worden. Sie wurde neuerlich nach dem Zweiten Weltkrieg zur Erschließung der Industriestadt Gela mit Normalspur geplant und 1979 endlich eröffnet. Seit dem 8. Mai 2011 ruht der gesamte Bahnverkehr zwischen Caltagirone und Gela aufgrund eines Brückeneinsturzes der Ponte di Piano Carbone in Kilometer 326,6 zwischen Piano Carbone und Niscemi. Der Personenverkehr wird auf diesem Streckenabschnitt mit einem Schienenersatzverkehr durchgeführt. Am 7. Oktober 2014 wurden die noch vorhandenen Überreste der zusammengebrochenen Brücke gesprengt. Eine Wiederaufnahme des durchgehenden Zugverkehrs, mit Neubau der Brücke, ist vorgesehen. Im Juli 2022 begann der Brückenneubau.

## Bildergalerie

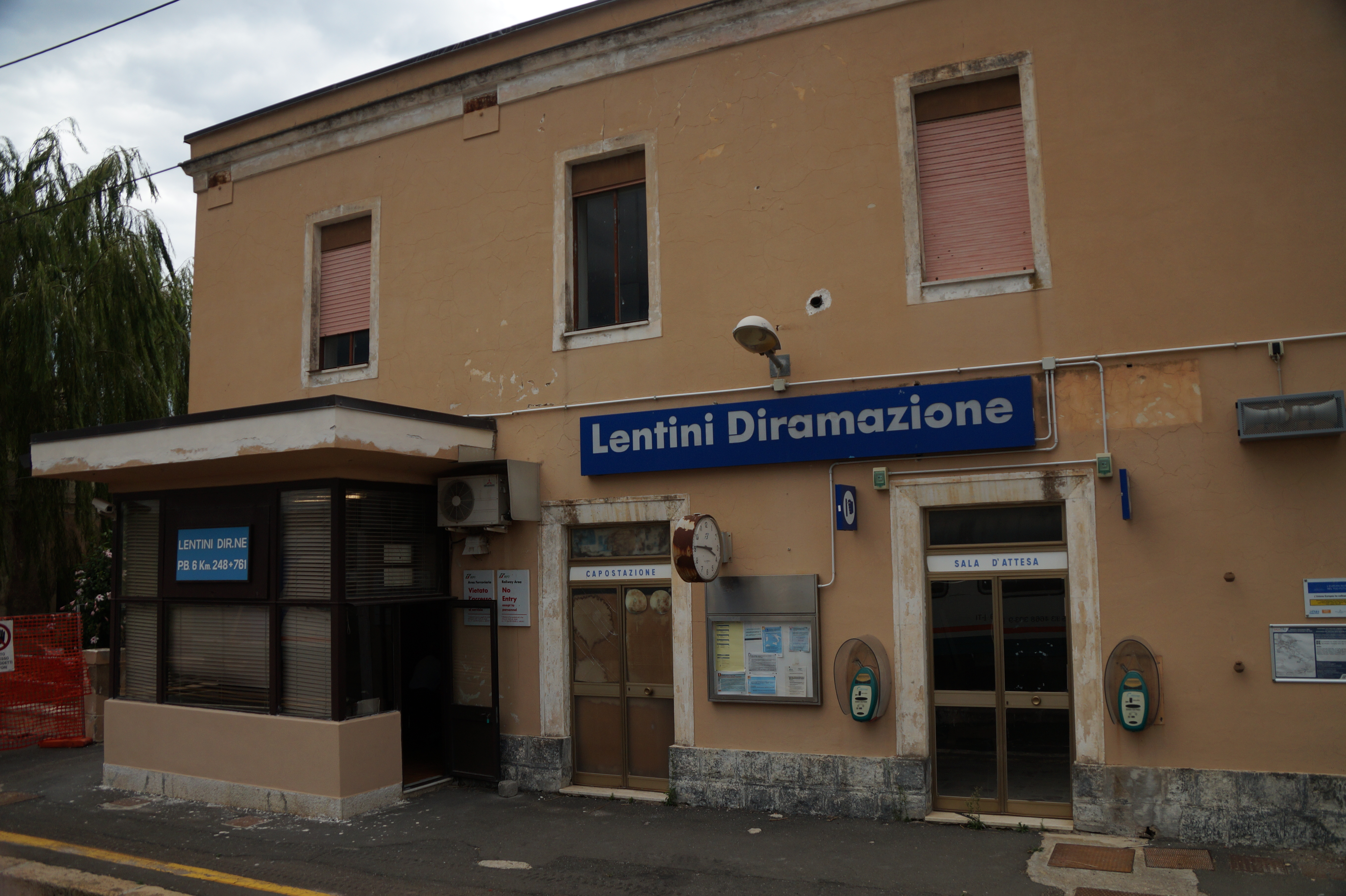
Trennungsbahnhof Lentini Diramazione
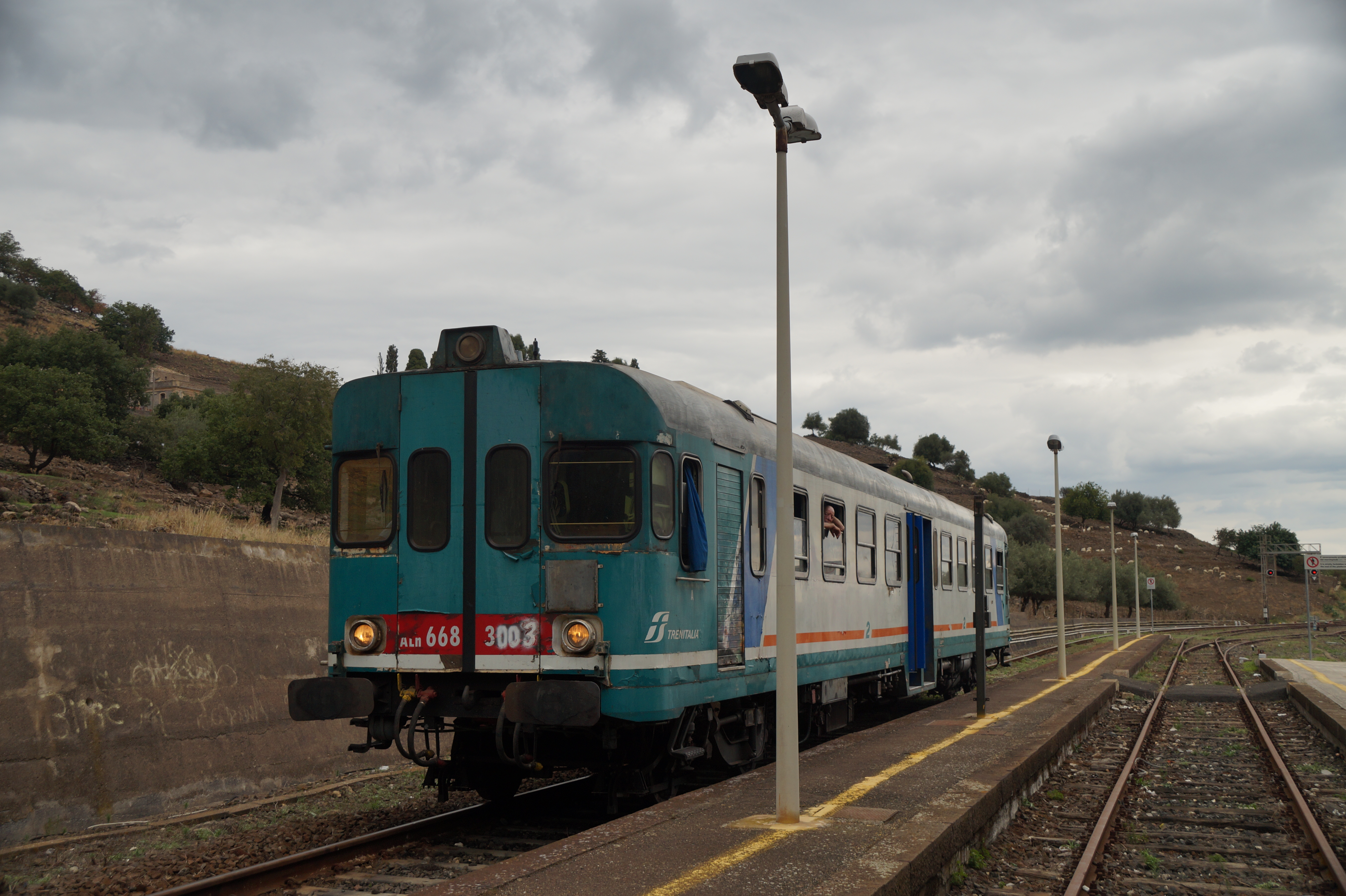
Dieseltriebzug in Militello
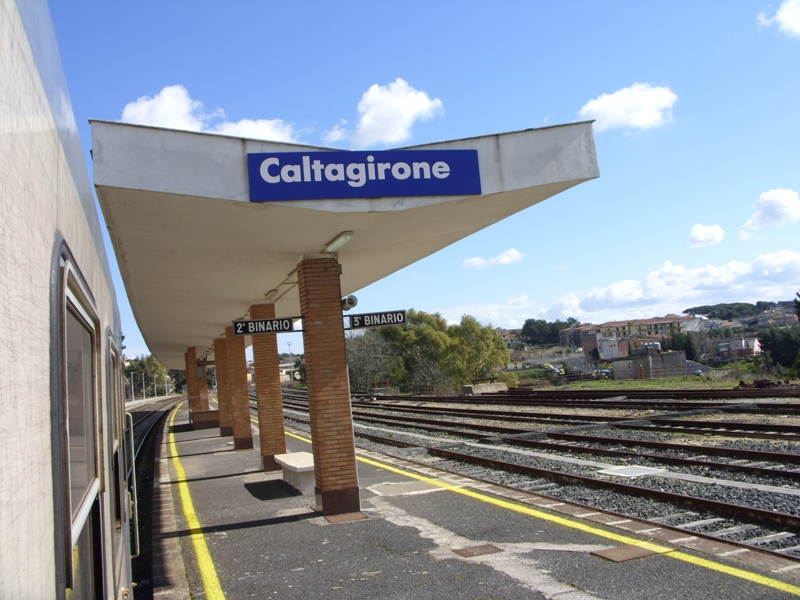
Momentaner Endbahnhof Caltagirone
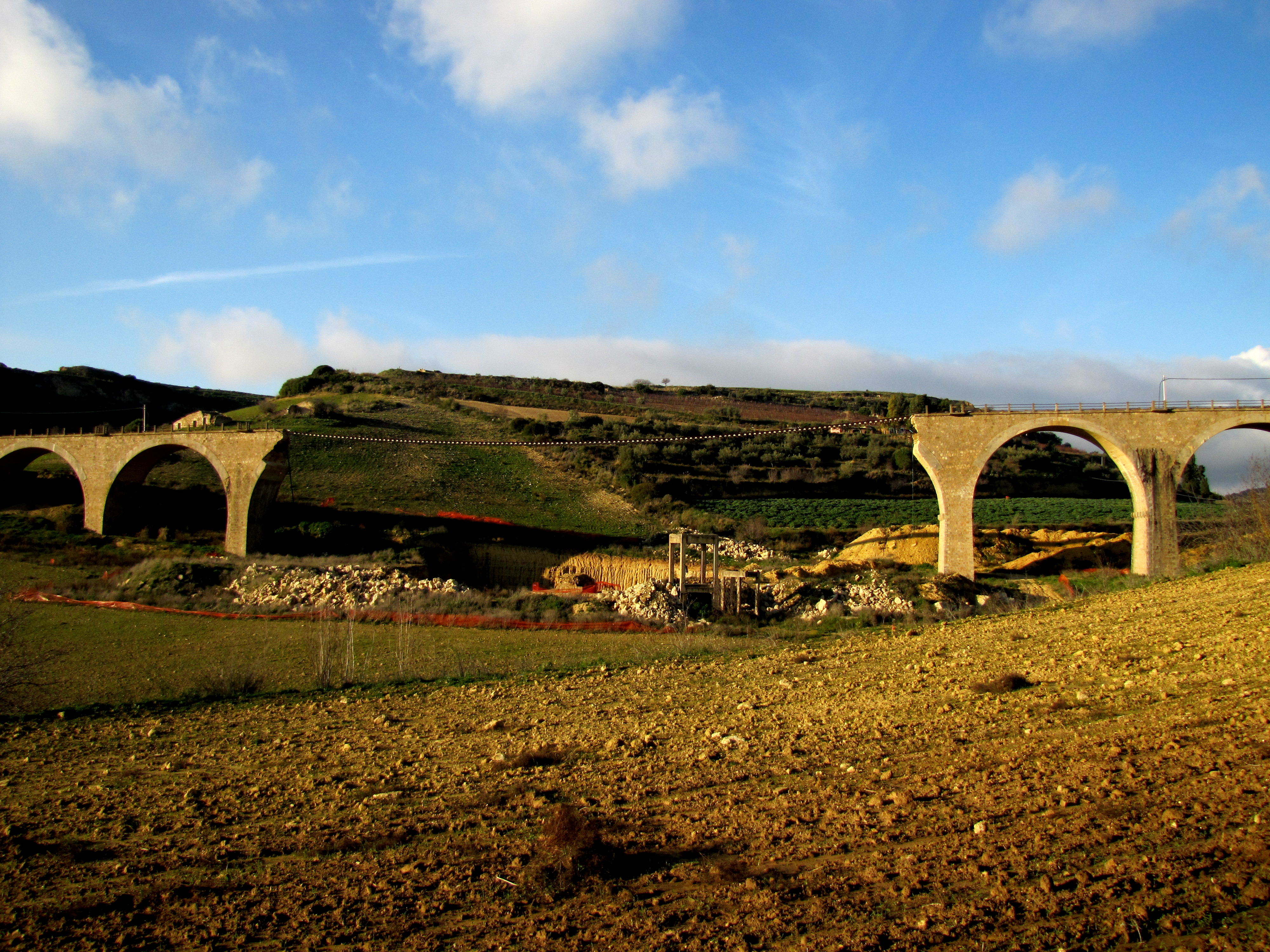
Die eingestürzte Brücke bei Piano Carbone
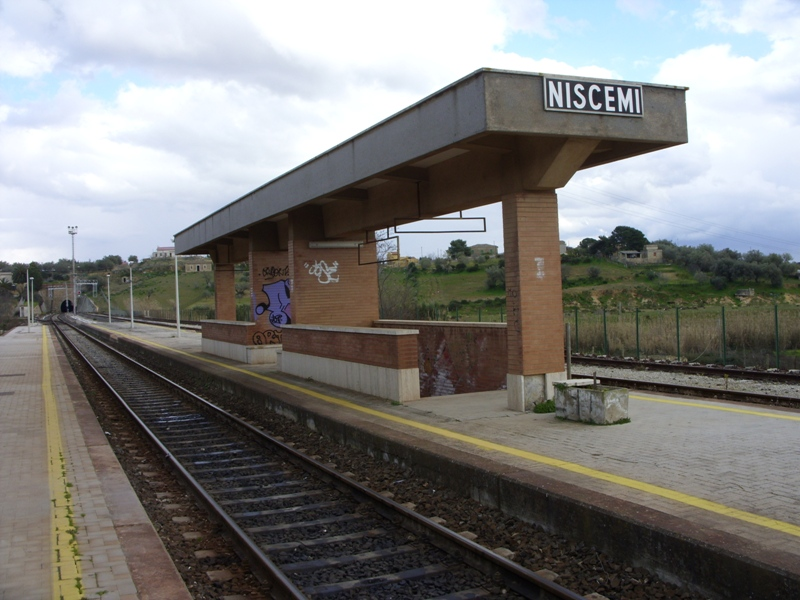
Seit 2011 außer Betrieb: Der Bahnhof Niscemi